# Joseph Lagu
Joseph Lagu és un polític i militar sudanès d'ètnia madi, nascut a Momokwe (més de 100 km al sud de Juba) el 21 de novembre de 1931. Es va graduar com a militar a Omdurman el maig de 1960 i fou oficial de l'exèrcit sudanès a la 10 Brigada del comandament del nord.
El juny de 1963, quant tenia graduació de tinent, va desertar a petició de Joseph Oduho, i es va unir als Anya-Anya (després coneguts com a Anya-Anya I) als quals va ajudar a coordinar-se i amb els quals va iniciar una ofensiva el setembre. Lagu va donar suport a Josep Oduho i la Unió Nacional Africana del Sudan. El febrer de 1965 va donar suport a la continuïtat de la lluita en contra del projecte de William Deng Nhial i va restar fidel al sector exterior i quan Oduho va formar el Front d'Alliberament d'Azània (FLA) li va donar suport. El desembre de 1965 el sector exterior 8que havia agafat el nom de Front d'Alliberament Africà del Sudan, i el FLA es van reunificar sota el nom de Front d'Alliberament d'Azània i el 1967 van formar el Govern Provisional del Sud del Sudan. A partir del 1969 va agafar el nom d'estat del Nil i es va dividir en diverses faccions proclamant-se fins a quatre governs i repúbliques rivals.
El 1969 va reorganitzar el Consell Militar Suprem dels Anya-Anya i va crear seva branca política l'Anya-Anya National Organization (Organització Nacional Anya-Anya). L'octubre del 1970 va entrar al moviment John Garang que després fou la personalitat principal a la segona guerra civil sudanesa. En aquest mateix any el moviment Anya-Anya va esdevenir Front d'Alliberament del Sud del Sudan i el seu braç polític el Moviment d'Alliberament del Sud del Sudan) però Lagu sempre va preferir el nom d'Anya-Anya per l'exèrcit i Organització Nacional Anya-Anya pel braç polític.
El 1971, dissolt el govern provisional del Nil, branca política del Front d'Alliberament d'Azània, i les altres faccions (govern Revolucionari Anyidi, govern Revolucionari del Riu Sue, govern del Sudan Azània a l'Àfrica Oriental), Lago va convocar una conferència d'organitzacions polítiques del sud del Sudan on es va fundar el Moviment d'Alliberament del Sud del Sudan que el va reconèixer com a cap de totes les faccions. Ja en el discurs fet a la conferència va afirmar que el moviment havia buscat sempre una solució negociada, i va convidar al govern a obrir negociacions.
Aquestes es van fer i es va arribar a acords a Etiòpia (16 i 17 de febrer de 1972) que van ser signats formalment a Addis Abeba el 26 de febrer de 1972 i van posar fi a la guerra. L'exèrcit rebel seria absorbit per l'exèrcit estatal sudanès, i el Sud de Sudan tindria autonomia amb govern i assemblea legislativa. Lago va ingressar a les forces armades sudaneses amb el grau de major general.
Després d'unes eleccions, fou president del govern autònom conegut com a High Executive Council of the Southern Sudanese Autonomous Regional Assembly (1978-1980) i el 1982 fou també vicepresident del país posició que va perdre quan Numeyri fou enderrocat pel ministre de defensa, general Mohammed Ahmed Suar al-Dahab. Llavors es va exiliar al Regne Unit. El govern militar fou substituït pel govern electe democràtic dirigit per Sadiq al-Mahdi.
Lagu fou nomenat ambaixador itinerant; quan el govern de Sadiq al-Mahdi fou deposat pel general Omar al-Bashir, el va ratificar com ambaixador itinerant, i després com ambaixador a l'ONU entre setembre de 1990 i gener de 1992, i a continuació va tornar a ser ambaixador itinerant fins que va dimitir el maig de 1998, i va ser nomenat conseller presidencial però va declinar el lloc demanant que si li permetés restar sense cap destí per esdevenir ciutadà privat.
Posteriorment va escriure les seves memòries publicades el 2006: "Sudan Odyssey Through a State from Ruin to Hope" (ISBN 99942-57-00-5)